# UNYP Arena
UNYP Arena (dříve Aréna Sparta) je víceúčelová sportovní hala, nacházející se v pražské Libni mezi ulicemi Podvinný mlýn a Kovanecká, v blízkosti parku Podviní a potoka Rokytka. Je vhodná nejen pro pořádání sportovních událostí, ale i pro kulturní, zábavní a obchodní akce. Kapacita haly pro florbal dosahuje 1300 míst. Areál disponuje 180 parkovacími místy.

## Historie
Aréna byla vybudována na pozemku RC Sparta Praha na místě bývalé nafukovací haly. Dokončena byla v květnu roku 2008. Samotný areál RC Sparta Praha v minulosti zahrnoval velké travnaté hřiště pro ragby a fotbal, dále menší hřiště se škvárovým povrchem na malou kopanou, které bylo využíváno i pro hanspaulskou ligu a několik antukových tenisových kurtů. Součástí areálu bylo parkoviště pro 100 osobních automobilů a velké fotbalové hřiště se škvárovým povrchem. Aréna byla v roce 2019 přejmenována na UNYP Arenu na základě partnerství s University of New York in Prague.

## Venkovní vybavení
- V areálu se nachází velké travnaté hřiště, hala, hřiště na malou kopanou s umělým osvětlením a atletický stadion se šestidrahou.
- Parkoviště bylo přesunuto do těsné blízkosti haly.

## Vnitřní vybavení

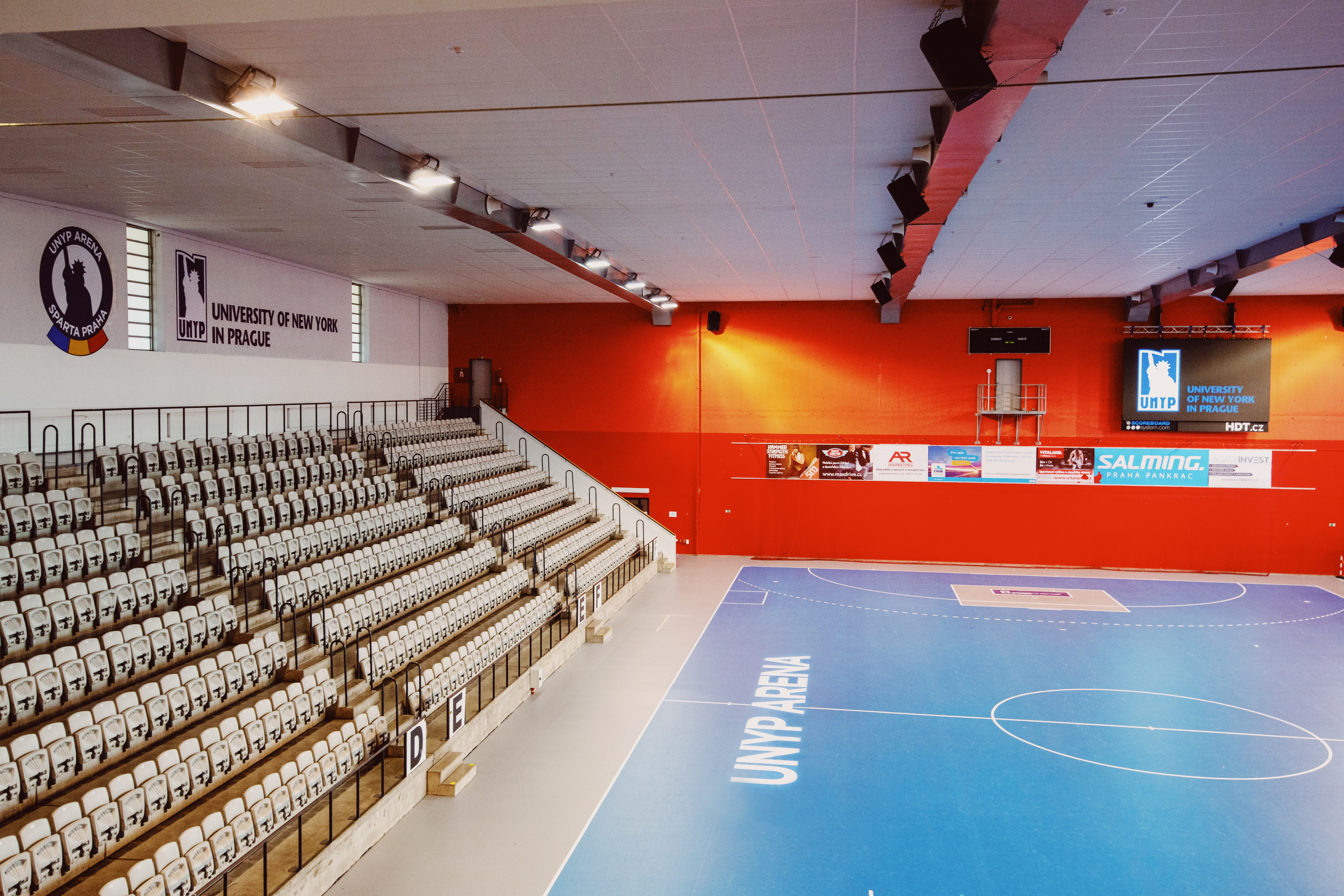
Velká hala

- Součástí samotné arény je velká hala vhodná pro konání florbalu, házené či futsalu s kapacitou pro 3 000 osob.
- Dále je zde k dispozici i menší hala pro judistické zápasy
- Další menší hala slouží pro stolní tenis.
- V aréně se nachází bistro.

## Pořádané akce
Domácí zápasy zde odehrávají pražské florbalové týmy AC Sparta Praha a FbŠ Bohemians.
Arena Sparta hostila několik významných akcí. Trénovat zde byl v rámci zimní přípravy i A-tým fotbalového týmu AC Sparta Praha. Konaly se zde například také tyto akce:
- některé zápasy Mistrovství světa ve florbale 2018[4]
- NORIS Cup – turnaj v judu
- některé domácí zápasy házenkářského klubu HC Dukla Praha
- některé domácí zápasy florbalového klubu Florbal Chodov
- ligové zápasy stolního tenisu
- některé domácí zápasy florbalového klubu Tatran Střešovice, včetně jednoho finálového zápasu s 1. SC Vítkovice
- některé domácí zápasy zaniklého florbalového klubu SSK Future
- zápasnické souboje Hell Cage 2010
- volba Taneční skupiny roku 2010
- taneční akce s názvem Aquilla Aerobic
- Mistrovství České republiky v Cheerleadingu
- boxerské klání s názvem Heroes Gate
- Euro Floorball Tour žen v letech 2008, 2014 a 2019
- Datart e:LIGA (turnaj v počítačové hře FIFA)
- Superfinále florbalu v roce 2021[5]
- florbalový turnaj Czech Open[6]
- finále florbalového Poháru mistrů 2024[7]